# Marco Antônio (ur. 1940)
Marco Antônio, właśc. Marco Antônio Garcia Alves (ur. 26 grudnia 1940 w Piraí) – brazylijski piłkarz, występujący na pozycji ofensywnego pomocnika.

## Kariera klubowa
Karierę piłkarską Marco Antônio rozpoczął w Américe FC w 1959 roku. Z Américą zdobył mistrzostwo stanu Rio de Janeiro – Campeonato Carioca w 1960 roku. W latach 1962–1963 występował w Américe Belo Horizonte, 1963–1964 w Comercialu, a 1964–1965 w São Paulo FC. W latach 1965–1970 występował we Cruzeiro EC. Z Cruzeiro czterokrotnie zdobył mistrzostwo stanu Minas Gerais – Campeonato Mineiro w 1966, 1967, 1968 i 1969 oraz wygrał Taça Brasil w 1966 roku.
W 1970 roku występował w Uberlândii, a 1971–1972 w Botafogo Ribeirão Preto. Ostatnim jego klubem była Goiânia EC. Z Goiânią zdobył mistrzostwo stanu Goiás – Campeonato Goiano w 1974 roku. W barwach Goiânii 24 sierpnia 1975 w wygranym 2-1 meczu z CEUB Brasília Marco Antônio zadebiutował w lidze brazylijskiej. Ostatni raz w lidze Marco Antônio wystąpił 17 października 1976 w przegranym 0-1 meczu z Mixto Cuiabá. Ogółem w lidze Marco Antônio wystąpił w 26 meczach i strzelił 3 bramki.

## Kariera reprezentacyjna
W reprezentacji Brazylii Marco Antônio zadebiutował 3 marca 1963 w zremisowanym 2-2 towarzyskim meczu z reprezentacją Paragwaju. Kilka dni później uczestniczył w Copa América 1963, na której Brazylia zajęła czwarte miejsce. Na turnieju wystąpił we wszystkich sześciu meczach z Peru, Kolumbią (bramka), Paragwajem, Argentyną, Ekwadorem i Boliwią (bramka), który był jego ostatnim meczem w reprezentacji.